# Hispo georgius
Hispo georgius là một loài nhện trong họ Salticidae.
Loài này thuộc chi Hispo. Hispo georgius được Elizabeth Maria Gifford Peckham & George William Peckham miêu tả năm 1892.